# Агапія (комуна)
Агапія (рум. Agapia) — комуна у повіті Нямц в Румунії. До складу комуни входять такі села (дані про населення за 2002 рік):
- Агапія (1902 особи) — адміністративний центр комуни
- Вератек (900 осіб)
- Секелушешть (647 осіб)
- Філіоара (1093 особи)

Комуна розташована на відстані 304 км на північ від Бухареста, 28 км на північ від П'ятра-Нямца, 98 км на захід від Ясс.

## Населення
За даними перепису населення 2002 року у комуні проживали 4542 особи.
Національний склад населення комуни:
| Національність | Кількість осіб | Відсоток |
| -------------- | -------------- | -------- |
| румуни         | 4541           | > 99,9%  |
| українці       | 1              | < 0,1%   |

Рідною мовою назвали:
| Мова       | Кількість осіб | Відсоток |
| ---------- | -------------- | -------- |
| румунська  | 4541           | > 99,9%  |
| українська | 1              | < 0,1%   |

Склад населення комуни за віросповіданням:
| Релігія       | Кількість осіб | Відсоток |
| ------------- | -------------- | -------- |
| православні   | 4505           | 99,2%    |
| бретрени      | 11             | 0,2%     |
| старообрядці  | 10             | 0,2%     |
| римо-католики | 8              | 0,2%     |
| адвентисти    | 1              | < 0,1%   |